# Norman Finkelstein
Norman Gary Finkelstein (* 8. prosince 1953) je americký politolog a spisovatel židovského původu. Od 80. let se soustřeďuje na izraelsko-palestinský konflikt, nacistický holokaust, sionismus a zahraniční politiku Izraele. Postupně získal renomé odborníka na tato témata, napsal na ně několik knih, a mimo jiné se pro své kritické postoje vůči Izraeli stal mediálně známým.

## Život

### Dětství a mládí
Narodil se v USA do židovské rodiny. Žil s rodiči a svými dvěma bratry v jedné ze skromnějších čtvrtí New York City. Jeho rodiče přežili věznění ve varšavském židovském ghettu a koncentračních táborech Auschwitz-Birkenau a Majdanek. Svého otce popisuje jako zamlklého, nikdy nemluvícího o věcech v životě ani problémech, které ho trápily. Naopak, jeho výřečná, extrovertní a energická matka, po které zdědil mnoho vlastností, na něj měla největší vliv.

### Studium
Vystudoval politické vědy na Princeton University a v roce 1988 získal doktorát za práci o teorii a dějinách sionismu. V posledním ročníku se setkal s Noamem Chomskym, který mu (podle jeho slov) ukázal, jak své poznatky a danou látku nejlépe písemně sdělit a jak „spojit vášeň a oddanost“; po absolvování univerzity se stali přáteli. Svým okolím byl po dobu studií charakterizován jako velice „politický“ – vášnivě debatoval o aktuálních tématech jako např. atentát na JFK či válka ve Vietnamu.
První libanonská válka v roce 1982 v něm zažehla zájem o izraelsko-palestinský konflikt, kterému se od té doby nepřestal věnovat a přesto, že proti židovskému státu už tehdy nezřídka vystupoval kriticky, byl ve své práci podporován svými rodiči až do jejich smrti v roce 1995. Podle vlastních slov má pro toto téma zaujetí dané z titulu jeho židovského původu.
V akademické sféře způsobil rozruch svou disertační prací, ve které zkoumal a napadl mnohá tvrzení v do té doby vychvalované knize Joan Petersové From Time Immemorial (Odnepaměti), která měla být přijata jako studijní materiál v USA a Izraeli.

### Návštěva palestinských území
Kolem roku 1988, během první intifády začal navštěvovat různá místa palestinských území; během tohoto období se sžil a spřátelil s několika palestinskými rodinami, s kterými udržuje dodnes kontakt. Toto období svého života a jeho zkušenosti přenesl na papír v podobě jeho knihy The Rise & Fall of Palestine: Personal Account of Intifada Years (Vzestup a pád Palestiny: Osobní svědectví let (první) intifády). Jeho návštěvy Palestiny a udržování vztahů s tamními přáteli zhatil zákaz na území Izraele, vydaný v roce 2008.

### Profesor
V roce 1992 nastoupil coby profesor na Hunter College v New Yorku, kde učil 9 let. V roce 2001 univerzita ohlásila „zeštíhlování nákladů“ a nabídla Finkelsteinovi velmi omezený seznam hodin, což Finkelstein nepřijal a přestěhoval se do Chicaga, kde jej přijali jako profesora politologie na tamní DePaulově univerzitě. V roce 2003 Finkelstein ostře napadl knihu vlivného židovského spisovatele, komentátora a právníka Alana Dershowitze, The Case For Izrael (Spor o Izrael) – událost se přetavila v kauzu, trvající několik let a na začátku roku 2007 začala být překážkou pro děkana DePaulovy univerzity. V červnu téhož roku, po jednání s děkanem, byl Finkelstein „odejit“ z univerzity.

### Ostatní aktivity
Nadále píše, vyjednává o možnosti přednášet s univerzitami, publikuje články a knihy, podniká přednášky na „svá“ témata na akademické půdě, stejně jako tiskové konference při příležitosti zahájení prodeje svých knih resp. jejich cizojazyčných překladů. Při návštěvě svých palestinských přátel v květnu 2008 byl po přistání v Tel Avivu zadržen izraelskými bezpečnostními složkami; izraelská vláda mu následně uložila zákaz vstupu na území Izraele po dobu 10 let – zdůvodnila to „bezpečnostními zájmy“.
V únoru 2010 byl pozván do Prahy k semináři na půdě Akademie věd ČR, ta jej však na poslední chvíli zrušila s odůvodněním, že je apolitickou institucí, a tudíž o loňském konfliktu v Gaze nemůže referovat Finkelstein sám.

## Názory na Finkelsteina
Finkelstein je obecně charakterizován jako kontroverzní osobnost – někteří akademici jeho úsilí a práce chválí, jiní je znevažují. Izraelem, který z něj učinil nežádoucí osobu na jeho území, je označován („onálepkován“) jako tzv. Sebenenávidějící Žid.
Kladný vztah k němu a k jeho práci má např. Noam Chomsky nebo třeba Avi Shlaim, profesor mezinárodních vztahů na Oxfordu, který vyzdvihuje jeho disertační práci. Raul Hilberg s ním souhlasí se správností argumentů v jeho knize o holocaustovém průmyslu, a dodává, že v ní užíval ještě poměrně mírného tónu. Naopak, velmi silnou kritiku Finkelsteina můžeme slyšet od řady jeho někdejších diskusních oponentů nebo autorů knih a prací, které Finkelstein kritizoval. Tato kritika je z velké části mířena proti Finkelsteinovi samotnému – jeho „židovské sebenenávisti“, dokonce antisemitismu, údajné krizi identity apod.

## Dílo
Norman Finkelstein je autorem řady knih. Nejznámější z nich je pravděpodobně The Holocaust Industry: Reflections on the Exploitation of Jewish Suffering (2000, 2003). Kniha se v stala bestsellerem v Evropě, Blízkém východě a Severní a Jižní Americe a byla přeložena nejméně do 16 jazyků. V češtině vyšla pod názvem Průmysl holocaustu - Úvahy o zneužívání židovského utrpení, vydalo ji nakladatelství Dokořán v roce 2006.
- 1984: Norman Finkelstein On From Time Immemorial
- 1987: From the Jewish Question to the Jewish State: An Essay on the Theory of Zionism, thesis, Princeton University. Frankfurt (Germany) University Library owns a microfiche copy, contrary to this Israeli data set entry it lists 213 pages.
- 1988: Disinformation and the Palestine Question: The Not-So-Strange Case of Joan Peter's "From Time Immemorial." in Blaming the Victims: Spurious Scholarship and the Palestinian Question. Ed. Edward W. Said and Christopher Hitchens. Verso Press, 1988. ISBN 0-86091-887-4. Chapter Two, Part One:
- 1989: Peace process or peace panic?. - The scourge of Palestinian moderation, Middle East Report, 19 (1989) 3/158 , pp. 25–26,28-30,42
- 1990: Zionist orientations, Scandinavian Journal of Development Alternatives. Stockholm. 9 (March 1990) 1. p. 41-69
- 1990: Bayt Sahur in year II of the intifada. - A personal account,Journal of Palestine Studies. Berkeley/Cal. 19 (Winter 1990) 2/74.p. 62-74
- 1991: Israel and Iraq. - A double standard, Journal of Palestine Studies. Berkeley/Cal. 20 (1991) 2/78. p. 43-56
- 1992: Reflections on Palestinian attitudes during the Gulf war, Journal of Palestine Studies, 21 (1992) 3/83 , p. 54-70
- 1994: Réflexions sur la responsabilité de l´État et du citoyen dans le conflit arabo-israélien (Reflections on the responsibility of state and citizen in the Arab-Israeli conflict), in Ed. L'Harmattan, L' homme et la société,1994, 114, S. 37-50
- 1995; 2001; 2003: Image and Reality of the Israel-Palestine Conflict, Verso, ISBN 1-85984-442-1
- 1996: The Rise and Fall of Palestine: A Personal Account of the Intifada Years. Minneapolis: U of Minnesota P, ISBN 0-8166-2859-9.
- 1996: Whither the `peace process'?, New Left Review, (1996) 218 , p. 138
- 1998: Securing occupation: The real meaning of the Wye River Memorandum, New Left Review, (1998) 232, p. 128-139
- 1998: A Nation on Trial: The Goldhagen Thesis and Historical Truth (Co-author with Ruth Bettina Birn) Henry Holt and Co., ISBN 0-8050-5872-9.
- 2000; 2001; 2003: The Holocaust Industry: Reflections on the Exploitation of Jewish Suffering, Verso, ISBN 1-85984-488-X.
- 2001: Contributor to The Politics of Anti-Semitism. Ed. Alexander Cockburn and Jeffrey St. Clair. AK Press, 2001. ISBN 1-902593-77-4.
- 2001: Lessons of Holocaust compensation, in Palestinian Refugees: The Right of Return. Ed. Naseer Aruri. Pluto Press, 2001, S. 272-275. ISBN 0-7453-1776-6.
- 2003: Abba Eban with Footnotes, Journal of Palestine studies, Calif.: University of California Press, vol 32. (2003), p. 74-89
- 2003: 'The Holocaust Industry, Second Edition, Verso, ISBN 1-85984-488-X
- 2003: Prospects for Ending the Occupation, Antipode, 35 (2003) 5 , p. 839-845
- Contributor to Radicals, Rabbis and Peacemakers: Conversations with Jewish Critics of Israel, by Seth Farber. Common Courage Press, 2005. ISBN 1-56751-326-3.
- 2007: The Camp David II negotiations. - how Dennis Ross proved the Palestinians aborted the peace process, Journal of Palestine Studies, vol. 36 (2007), p. 39-53
- 2007: Dennis Ross and the peace process: subordinating Palestinian rights to Israeli "needs" Institute for Palestine Studies, 2007 ISBN 0-88728-308-X
- 2008: Beyond Chutzpah: On the Misuse of Anti-Semitism and the Abuse of History. U of California P, ISBN 0-520-24598-9. 2nd updated edition, U of Cal. P. June 2008, ISBN 0-520-24989-5, contains an appendix written by Frank J. Menetrez, Dershowitz vs Finkelstein. Who's Right and Who's Wrong?, p. 363-394,  Archivováno 12. 8. 2011 na Wayback Machine.